# Héctor Puebla
Héctor Puebla Saavedra (* 10. Juli 1955 in La Ligua) ist ein ehemaliger chilenischer Fußballspieler. Er spielte für Lota Schwager sowie CD Cobreloa und gewann mit letztgenanntem Verein fünf Mal die chilenische Meisterschaft.

## Karriere

### Verein
Héctor Puebla wurde am 10. Juli 1955 in La Ligua, einer Stadt in der Región de Valparaíso in der Mitte Chiles, geboren. Mit dem Fußballspielen begann er beim Verein Lota Schwager, wo ihm 1977 die Aufnahme in die erste Mannschaft ermöglicht wurde. Für Lota Schwager spielte Héctor Puebla, der auf der Position eines Mittelfeldspielers zu finden war, in den Spielzeiten 1977, 1978 und 1979 in der Primera División, der höchsten Spielklasse im chilenischen Vereinsfußball.
Nach drei Jahren bei Lota Schwager wechselte Héctor Puebla zur Saison 1980 zu CD Cobreloa, damals quasi der Newcomer des chilenischen Fußballs. Erst 1977 gegründet, schaffte man den schnellen Aufstieg bis in die oberen Gefilden der Primera División und erreichte schon drei Jahre nach Vereinsgründung den ersten Meistertitel der Vereinsgeschichte, als man die Primera División 1980 mit einem Vorsprung von drei Zählern gegenüber Universidad de Chile beendete. Dadurch war Cobreloa auch die Copa Libertadores 1981 startberechtigt, wo man für die nächste Überraschung sorgte. Mit dem ersten Platz in der Gruppe 2 der zweiten Gruppenphase vor den beiden uruguayischen Vertretern Nacional Montevideo und Peñarol Montevideo sicherte man sich als erst dritte chilenische Mannschaft überhaupt hinter CSD Colo-Colo sowie Unión Española den Einzug ins Endspiel um die Copa Libertadores, den wichtigsten Wettbewerb für Vereinsmannschaften in Südamerika. Dort war das Team des argentinischen Coaches Vicente Cantatore dann allerdings erst denkbar knapp im Entscheidungsspiel dem brasilianischen Favoriten von Flamengo Rio de Janeiro mit 0:2 unterlegen. Im Jahr darauf vermochte man es dann sogar, dieses Kunststück zu wiederholen. Diesmal wartete im Endspiel Peñarol Montevideo und nach einem torlosen Remis im Hinspiel in Uruguay sah es eigentlich sehr gut aus für den erhofften internationalen Titel des Underdogs, doch im Rückspiel kam Peñarol zu einem späten 1:0 im Auswärtsspiel und sicherte sich somit den Titelgewinn.
Damit waren auf internationaler Ebene die erfolgreichen Jahre vorbei für Cobreloa La Calama. In der Folgezeit gelangen nur noch im nationalen Bereich Erfolge. Dem Meistertitel von 1980 folgten bis 1992 vier weitere, mit denen sich CD Cobreloa endgültig im Kreis der chilenischen Spitzenmannschaften etablierte. Héctor Puebla spielte zwischen 1980 und 1996 für CD Cobreloa, war viele Jahre Kapitän des Vereins und beendete in letztgenanntem Jahr seine fußballerische Laufbahn dann auch im Trikot von Cobreloa, für das er in siebzehn Jahren insgesamt 446 Spiele im Rahmen der chilenischen Primera División machte. In allen Wettbewerben zusammen kommt Puebla auf insgesamt 662 Einsätze für seinen Klub.

### Nationalmannschaft
Zwischen 1984 und 1990 brachte es Héctor Puebla auf insgesamt 34 Länderspiele für die chilenische Fußballnationalmannschaft. In diesen Spielen gelang ihm ein Torerfolg. Da es der chilenischen Auswahl in jenen Jahren aber nicht gelang, sich für die Endrunde einer Fußball-Weltmeisterschaft zu qualifizieren, blieb Héctor Puebla die Teilnahme an eben so einer jedoch verwehrt. Dafür stand er zweimal im chilenischen Kader für eine Copa América, wo bei der Ausgabe 1987 der zweite Platz, einzig hinter Uruguay erreicht wurde.

## Erfolge
CD Cobreloa
- Chilenische Meisterschaft: 5×

1980, 1982, 1985, 1988 und 1992
- Finalteilnehmer der Copa Libertadores: 2×

1981 und 1982